# ロジスティクス工学
ロジスティクス工学（ロジスティクスこうがく）とは、工学的な手法に基づいて、ロジスティクスを最適化する学問。
OR（オペレーションズ・リサーチ）の技術を用い、在庫、スケジューリング、発注、ロットサイズ、施設配置、配送など様々な応用例がある。